# William Scott
William Scott (1 de agosto de 1893 – 22 de agosto de 1967) foi um ator norte-americano da era do cinema mudo. Nascido em Wisconsin, ele atuou em 90 filmes entre 1913 a 1934. Faleceu em Los Angeles, Califórnia.
Foi o irmão da atriz Mabel Julienne Scott.

## Filmografia parcial
- Amarilly of Clothes-Line Alley (1918)
- Jackie (1921)
- Dante's Inferno (1924)
- Beyond the Border (1925)
- Caught Plastered (1931)
- Strangers of the Evening (1932)
- The Last Mile (1932)